# فيسنتي بينافايدز
فيسنتي بينافايدز (بالإسبانية: Vicente Benavides)‏ هو عسكري تشيلي، ولد في 1777 في كويريهو ‏ في تشيلي، وتوفي في 23 فبراير 1822 في سانتياغو في تشيلي بسبب شنق.